# Konungs skuggsjá

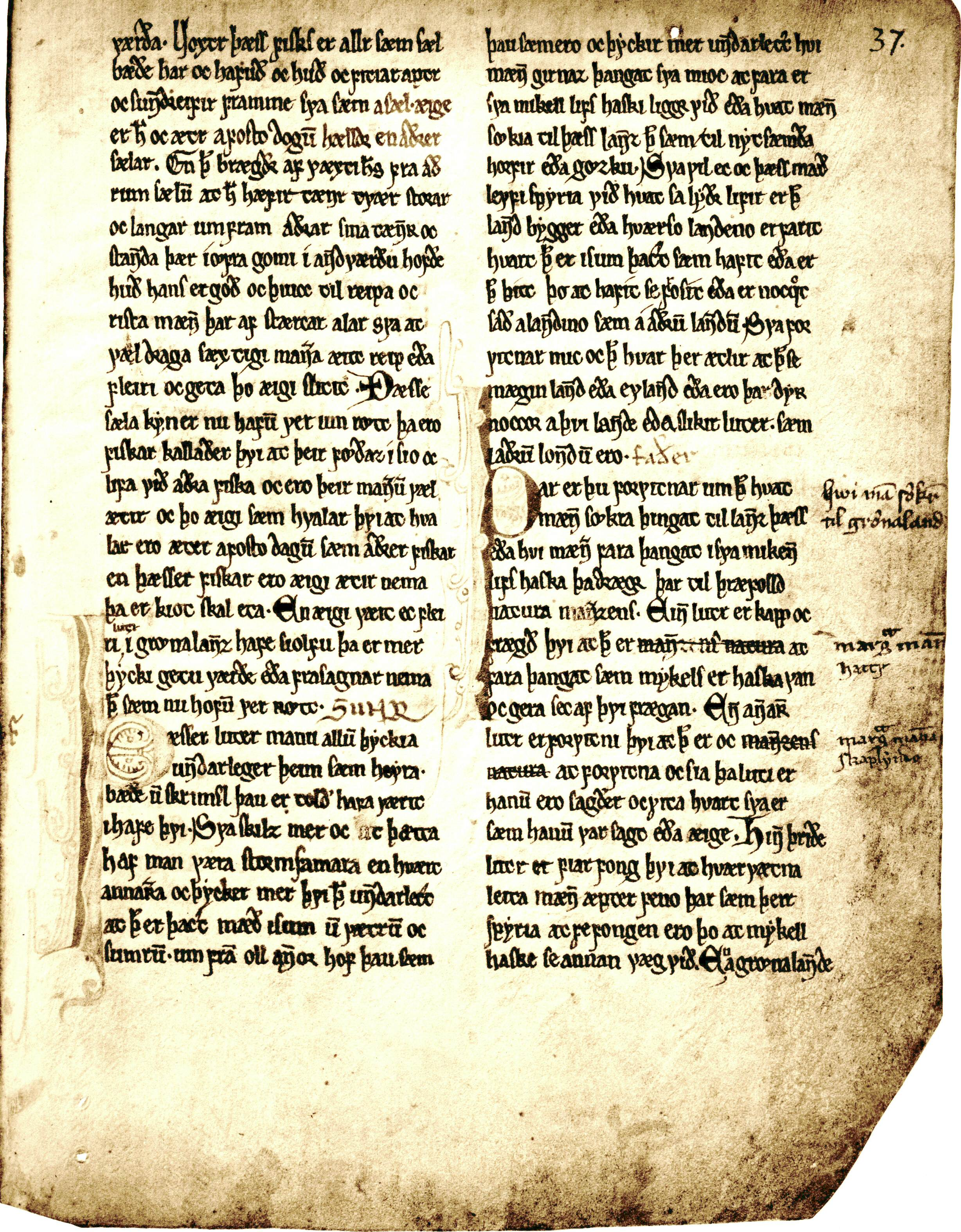
Una página del Konungs skuggsjá

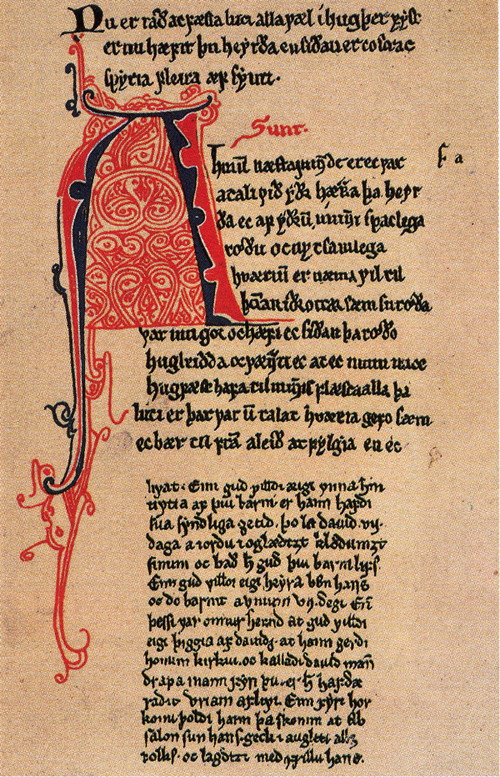

El Konungs skuggsjá (del nórdico antiguo Espejo del rey; latín: Speculum regale, noruego moderno: Kongsspegelen (Nynorsk) o Kongespeilet (Bokmål)) es un texto educativo noruego de alrededor del año 1250, un ejemplo de espejo que se ocupa de la política y la moral. Fue concebido originalmente para la educación del rey Magnus Lagabøte, el hijo del rey Håkon Håkonsson, y tiene la forma de un diálogo entre padre e hijo. El hijo pregunta, y el padre le aconseja acerca de los asuntos prácticos y morales, sobre el comercio, el hird, el comportamiento caballeresco, la estrategia y las tácticas. Partes del Konungs skuggsjá tratan de la relación entre Iglesia y Estado. También da consejos sobre la navegación y el comercio:

Un comerciante a menudo debe poner su propia vida en juego. A veces en el océano, a veces en países paganos, y casi siempre que entre en naciones exóticas. Por lo tanto, el comerciante debe siempre comportarse de una buena manera en los lugares donde debe encontrarse a sí mismo.

También narra un encuentro que se ajusta a la descripción de un salvaje:

Ocurrió una vez en ese país (y esto parece verdaderamente extraño) que una criatura viva fue capturada en el bosque, ni uno pudo decir definitivamente si se trataba de un hombre o de algún otro animal, porque nadie podía sacarle una palabra o asegurarse de que entendía el lenguaje humano. Tenía forma humana, sin embargo, en cada detalle, tanto en la cara y en las manos y los pies, pero todo el cuerpo estaba cubierto de pelo tal como en los animales, y en la espalda tenía una larga melena gruesa como la de un caballo, que caía a ambos lados y se arrastraba por el suelo cuando la criatura se agachaba para caminar.

## Forma y contenido
Los setenta capítulos del texto se componen de un prólogo y dos partes principales, de las cuales la segunda tal vez se puede subdividir en dos secciones, una enfocada en la corte del rey, la otra (más específicamente) en la justicia del rey. En el prólogo, el orador se propone tratar con comerciantes, hombres del rey, el clero y los campesinos, pero su discusión no se extiende mucho más allá de las dos primeras clases. Es posible que los dos últimos capítulos fueron originalmente concebidos para un tratamiento por separado del clero.
| Prólogo 1. El hijo aclara el propósito de la obra, útil ya que considera que sirve como Espejo del Rey (un instructivo real) y también como un manual para un público más amplio. Primera parte. El comerciante y el mundo natural. 2. Comienza el diálogo entre el padre y el hijo. 3-4. El negocio y las costumbres del comerciante. 5. El sol y los vientos. 6-7. El curso del sol. 8. Las maravillas de Noruega. 9. El escepticismo acerca de la autenticidad de las maravillas. 10-1. Maravillas de Irlanda. 12-5. Maravillas del mar islandés (ej.: las ballenas) y de Islandia (ej.: los volcanes). 16-20. Maravillas de Groenlandia, sus aguas, animales, productos, clima, etc. 21. Zonas frías y calientes de la tierra. 22-3. Navegación, vientos y temporadas. | Segunda parte. (1) El rey y su corte. 24. El rey y su corte. 25. La importancia de la cortesía en el servicio real. 26. Ventajas de servir en la casa del rey. 27. Clases entre los hombres del rey (konungsmenn): hirdmenn, gestir, oficiales generales y oficiales que sirven al rey en el extranjero. 28. La posición de honor de los hombres del rey. 29. El hirð, puesto superior de los hombres del rey. 30. Cómo pedir al rey un puesto en el hirð. 31. Por qué no usar un manto en la presencia del rey. 32-4. Reglas del habla y la conversación en la sala del rey. 35-6. Relación entre la calidad de los cultivos y el nivel moral del gobierno. 37. Funciones, actividades y entretenimientos de la Guardia Real. 38. Armas de ataque y defensa. 39. Máquinas militares. 40-1. Buenos modales y costumbres en la corte real. | (2) Verdad y justicia. 42. La justicia de Dios. 43-4. las responsabilidades y la posición del rey. 45. La importancia de la clemencia en el juicio del rey. 46-9. La importancia de la severidad en la sentencia del rey, y la Caída de Lucifer. 50-3. Nueva discusión acerca de la relación entre la justicia, la paz y la misericordia. 54. La oración del rey. 55. Los asuntos judiciales del rey (de nuevo). 56. Discurso de sabiduría. 57-8. Los asuntos judiciales del rey (de nuevo). 59-60. La misericordia y la severidad de la sentencia. 61-2. La pena capital. 63. El juicio de Dios en la historia de David y Saúl. 64-6. Los juicios de Salomón (ej.: con referencias a Simei y Adonías). 67. La promesa rota de Salomón a Joab. 68. Cuándo mantener o romper promesas. 69. La realeza, la iglesia y Dios. 70. La autoridad de los reyes y los obispos. |

## Ediciones y traducciones
- Holm-Olsen, Ludvig (ed.). Konungs Skuggsjá. 2.ª ed. Oslo: Norsk Historisk Kjeldeskrift-institutt, 1983.
- Holm-Olsen, Ludvig (ed.). The King´s Mirror: AM 243 a fol. Antiguos manuscritos islandeses en facsímil, XVII. Copenhague: Rosenkilde and Bagger, 1987. Facsímil
- Meissner, Rudolf (ed. y tr.). Der Königsspiegel. Konungsskuggsjá. Halle/Saale, 1944.
- Jónsson, Finnur (ed.). Konungs Skuggsjá: Speculum Regale. Det Kongelige Nordiske Oldskriftselskab. Copenhague, 1920.
- Brenner, Oscar (ed.). Speculum Regale: ein Altnorwegischer Dialog. Munich, 1881. PDF disponible de septentrionalia.net
- Keyser, Rudolf et al. Speculum regale. Konungs-skuggsjá. Konge-speilet. Christiania, 1848.
- Larson, L.M. (tr.). The King’s Mirror (Speculum regale-Konungs skuggsjá). Scandinavian Monographs 3. Nueva York, 1917. PDF disponible de Internet Archive y una transcripción de la traducción en inglés aquí.
- Meissner, Rudolf (tr.). Der Königsspiegel. Fahrten und Leben der alten Norweger aufgezeichnet im 13. Jahrhundert. Leipzig und Weimar: Gustav Kiepenheuer, 1978.